# Прина, Соня

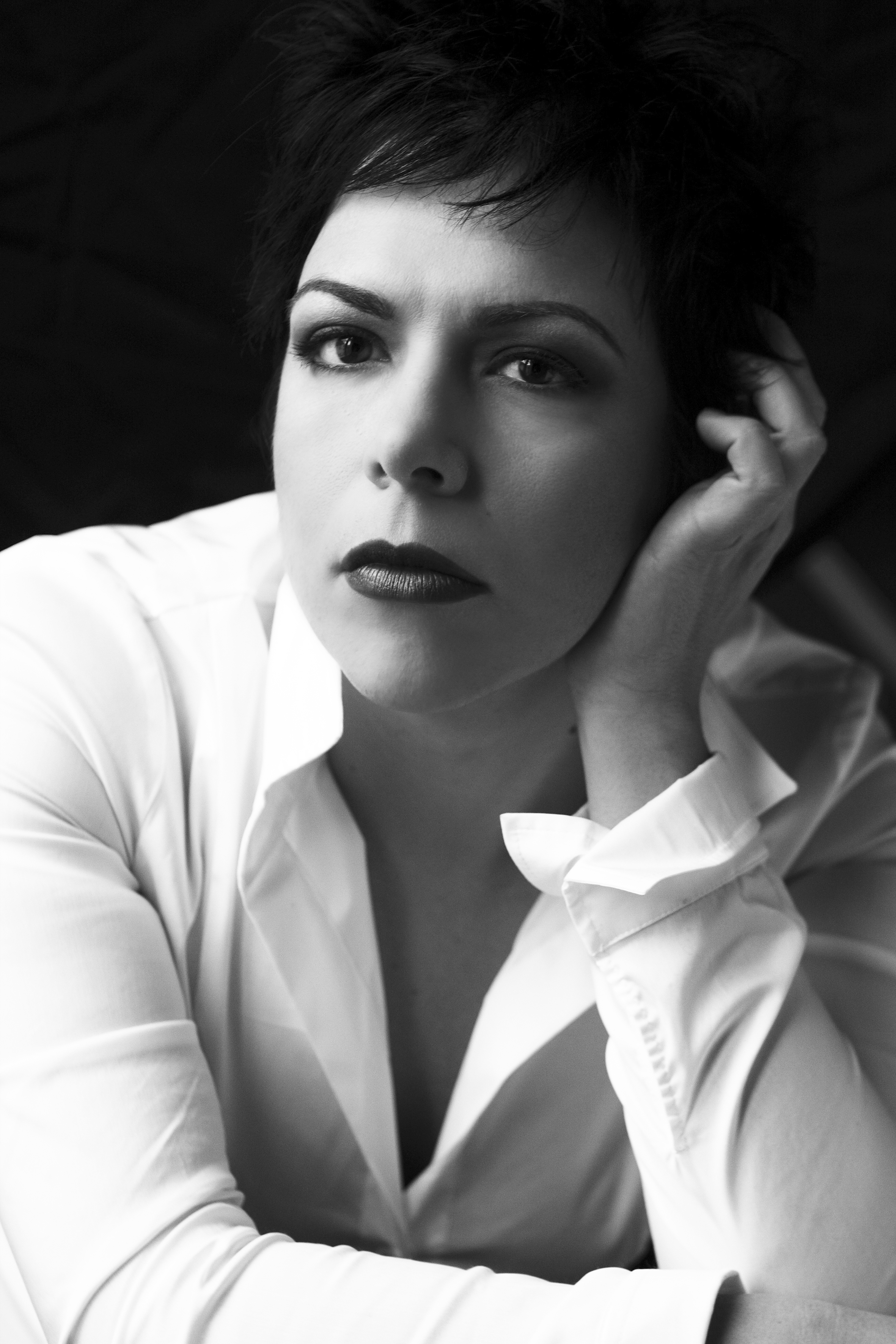
Соня Прина, 2010

Соня Прина (итал. Sonia Prina; род. 30 ноября 1975, Маджента) — итальянская оперная певица (контральто).

## Биография
В 13 лет поступила в консерваторию Джузеппе Верди в Милане, закончила её по отделению вокала и духовых (труба). В 1994 году была принята в Академию для юных певцов при театре Ла Скала. С 1997 года выступает на сцене. Дебютировала в Ла Скала в «Севильском цирюльнике» (Розина).

## Творческая деятельность
Выступала в театрах и на фестивалях в Германии, Великобритании, Франции, Австрии, Испании, Португалии, Словении, России, США, Австралии, Латинской Америки, Японии. Работала с крупнейшими дирижёрами (Рикардо Шайи, Гари Бертини, Тон Копман, Чон Мён Хун, Фабио Бьонди, Жорди Савалль, Эмманюэль Аим, Жан Кристоф Спинози).
Выступает с концертами в различных театрах Европы , Южной Америки и Японии в сопровождении таких международных ансамблей , как Accademia Bizantina, Ensemble Matheus, Giardino Armonico, laBarocca , Concert d'Astrée, Kammerorchesterbase

## Репертуар
В репертуаре певицы произведения Алессандро Скарлатти, Монтеверди, Вивальди, Перголези, Генделя, Баха, Моцарта, Россини, Доницетти.